# Holcocera spretella
Holcocera spretella é uma espécie de mariposa do gênero Holcocera pertencente à família Coleophoridae.